# Sandra Levenez
Sandra Levenez (Carhaix-Plouguer, 5 juli 1979) is een Franse duatlete en wegwielrenster die anno 2022 rijdt voor de Franse ploeg Cofidis. In 2020 en 2021 kwam ze uit voor Team Arkéa. Levenez won het Wereldkampioenschap duatlon korte afstand in 2014 en 2019.

## Palmares

### Duatlon
2008
 Europees kampioenschap estafette
2009
 Wereldkampioenschap korte afstand
2010
 Wereldkampioenschap korte afstand
2011
 Europees kampioenschap
 Wereldkampioenschap korte afstand
 Wereldkampioenschap gemengde estafette
2012
 Wereldkampioenschap korte afstand
 Wereldkampioenschap gemengde estafette
2013
 Frans kampioenschap
 Wereldspelen
2014
 Wereldkampioenschap korte afstand
 Wereldkampioenschap gemengde estafette
 Frans kampioenschap
 Europees kampioenschap
2015
 Europees kampioenschap
 Frans kampioenschap
 Wereldkampioenschap korte afstand
2016
 Europees kampioenschap
2017
 Europees kampioenschap
2018
 Frans kampioenschap
 Europees kampioenschap
2019
 Frans kampioenschap
 Wereldkampioenschap korte afstand

## Ploegen
2020 –  Team Arkéa

2021 –  Team Arkéa

2022 –  Cofidis